# Heberprot-P
L'Heberprot-P est un produit médicamenteux cubain pour le traitement des ulcères du pied diabétique. Le produit contient un facteur de croissance épidermique humain recombinant, s'utilisant avec des infiltrations péri- et intra-lésionnelles. Le produit provoque une amélioration importante de la granulation des ulcères du pied diabétique, et qui accélère le durcissement des ulcères du pied diabétique permettant ainsi d'éviter l'amputation du pied.